# 모함메드 아메드 마흐구브

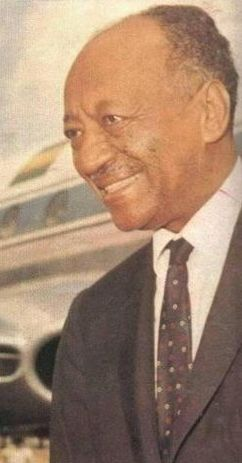
모함메드 아메드 마흐구브

모함메드 아메드 마흐구브(아랍어: محمد أحمد المحجوب, 1908년 12월 25일 알데웬(Aldewen) ~ 1976년 6월 23일 하르툼)는 수단의 정치인이다.
알데웬(Aldewen) 마을 출신이며 7세 시절에 하르툼으로 이주했다. 1929년에는 하르툼 기술학교를 졸업했고 1938년에는 고든 메모리얼 칼리지(Gordon Memorial College)에서 법학과 학사 학위를 받았다. 1946년에는 수단 의회 의원으로 선출되었으며 2차례에 걸쳐 수단 외무부 장관(1956년 ~ 1958년, 1964년 ~ 1965년)을 역임했다. 1965년 6월 10일부터 1966년 7월 25일까지, 1967년 5월 18일부터 1969년 5월 25일까지 수단의 총리를 역임했다.